# Marktstraße 3 (Quedlinburg)

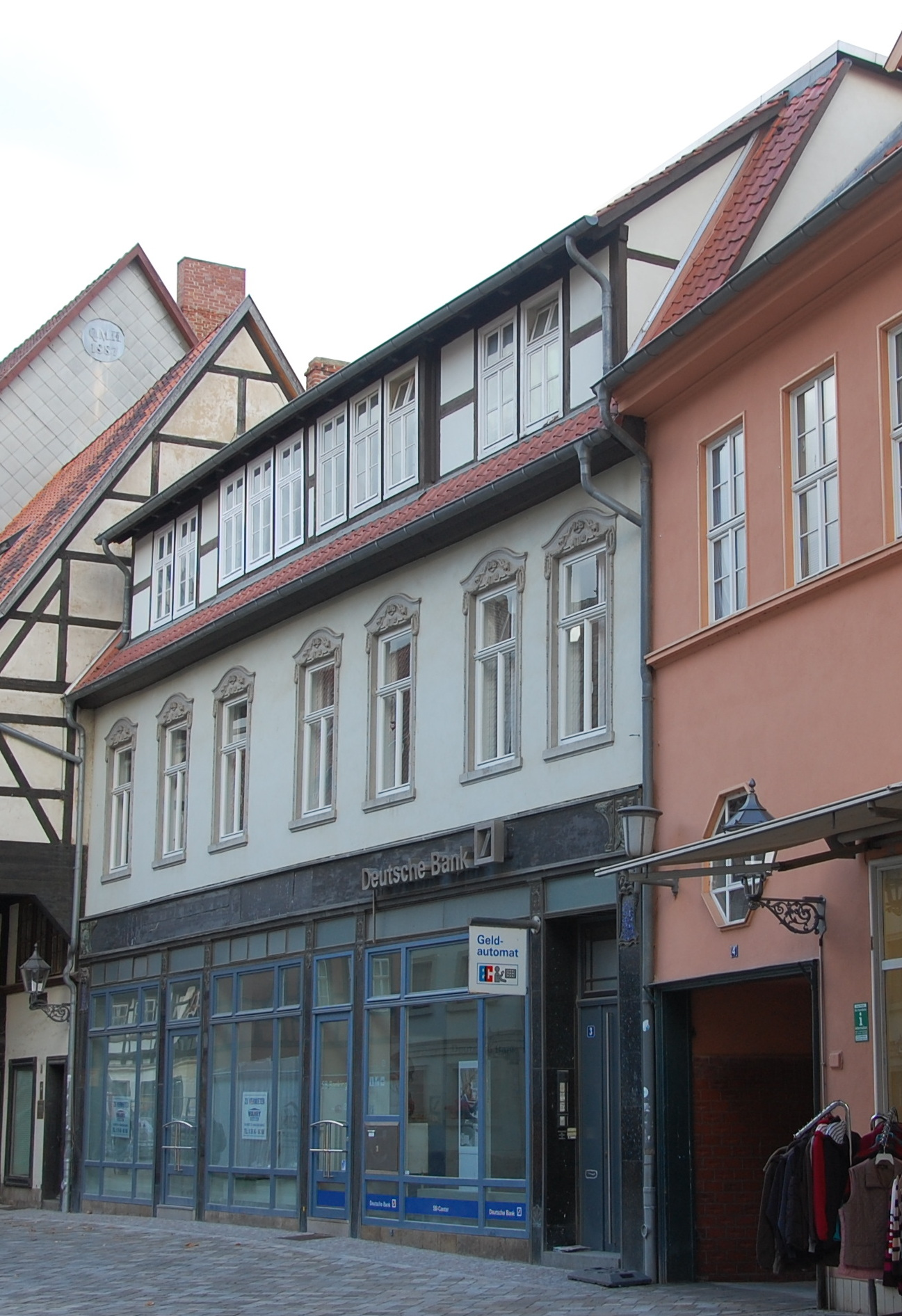
Haus Marktstraße 3

Die Marktstraße 3 ist ein denkmalgeschütztes Gebäude in der Stadt Quedlinburg in Sachsen-Anhalt. 

## Lage
Es befindet sich in der historischen Quedlinburger Altstadt nördlich des Marktplatzes der Stadt. Sie gehört zum UNESCO-Weltkulturerbe und ist im Quedlinburger Denkmalverzeichnis als Wohn- und Geschäftshaus eingetragen. Südlich grenzt der gleichfalls denkmalgeschützte Kunsthoken, nördlich das Haus Marktstraße 4 an.

## Architektur und Geschichte
Das Anwesen war ursprünglich ein Kaufmannshof. Aus dieser Zeit ist zum Teil die Bebauung des Hofs erhalten geblieben. Ältestes Hofgebäude ist ein Fachwerkhaus aus der Zeit um 1680. Es ist mit Pyramidenbalkenköpfen und Zierausmauerungen der Gefache verziert. Darüber hinaus gibt es auf dem Hof drei in Fachwerkbauweise errichtete Wirtschaftsbauten aus dem späten 19. Jahrhundert.
Das heutige Vorderhaus wurde um 1900 als Ersatzneubau erstellt. Die Fassade ist im Stil des Neobarock unter Einsatz von Elementen des Jugendstils erstellt. Bemerkenswert sind Treibarbeiten und Mosaike.
Im Erdgeschoss des Hauses befindet sich ein Schuhgeschäft.